# Microcapros libanicus
Microcapros libanicus è un pesce osseo estinto, probabilmente appartenente ai bericiformi. Visse nel Cretaceo superiore (Cenomaniano, circa 95 milioni di anni fa) e i suoi resti fossili sono stati ritrovati in Libano.

## Descrizione
Questo piccolo pesce non superava solitamente i 3 centimetri di lunghezza, e possedeva un corpo appiattito lateralmente e piuttosto alto. Era caratterizzato da un cranio alto e corto, con occhi grandi e un muso molto corto. Il premascellare era dotato di un notevole processo ascendente, che indicava la presenza di una bocca protrattile. Le pinne pettorali erano piccole e a forma di ventaglio, mentre quelle ventrali erano più allungate e poste al di sotto delle pettorali, ed erano dotate di una spina robusta posta davanti al primo raggio. La pinna dorsale era costituita da una parte anteriore alta, sorretta da lunghe e robuste spine, e da una parte posteriore più bassa e dotata di raggi sottili. La pinna anale era strutturata in modo simile, anche se molto più corta. La pinna caudale non doveva essere bilobata. Le scaglie erano ctenoidi, ovvero dal margine posteriore sfrangiato. 

## Classificazione
Microcapros libanicus venne descritto per la prima volta nel 1980 da Gayet, sulla base di resti fossili ritrovati in Libano, nella zona di Hajula, in terreni dell'inizio del Cretaceo superiore. Inizialmente ascritto alla famiglia dei Caproididae nell'ambito degli Zeiformes, Microcapros più recentemente è stato considerato un possibile rappresentante dei bericiformi, nella famiglia Quaesitoberycidae.

## Paleoecologia
Microcapros doveva essere un piccolo pesce di scogliera, che viveva nei pressi delle coste. 